# Hendrik Chabot
Hendrik Chabot (1894-1949) foi um pintor e escultor holandês.
Nasceu na cidade de Sprang-Capelle e ainda criança foi para Rotterdam. Antes da guerra, expôs regularmente no Carel van Lier numa galeria de artes em Amsterdã. Os últimos anos antes da guerra, foi considerado "a figura da arte neerladesa". Chabot é visto como um dos representantes mais importantes do expressionismo na Holanda.

## Biografia
Em 02 de agosto de 1894, Hendrik Chabot nasceu em Sprang-Capelle, quando tinha oito anos mudou-se para Rotterdam e seguiu aulas de artes e academia. Em 1916, fez seu primeiro ilustre trabalho em um estúdio. Fez universidade de Artes cênicas e em 1922 realizou seu primeiro trabalho e durante toda a vida adulta permaneceu na carreira. Em 1927 casou-se com Tolenaars Antonia, porém não teve filhos. Em 1940, fez expedições anuais e continuou sua vida até que em 10 de maio, bombas alemãs invadem Wijnhaven e Chabot entra em guerra, porém é morto na guerra.